# Ԟ
Ԟ, ԟ или Алеутско К е буква от кирилицата. Обозначава беззвучната мъжечна преградна съгласна /q/. В миналото е използвана в алеутския език. В съвременната кирилска алеутска азбука на мястото ѝ се използва буквата Қ. Други кирилски букви, използвани за обозначаването на звука /q/, са Қ, Ӄ, Ҡ и Ԛ

## Кодове
| Буква  | Уникод |
| ------ | ------ |
| Главна | U+051E |
| Малка  | U+051F |

В други кодировки буквата Ԟ отсъства.